# Noragugume
Noragugume är en ort och kommun i provinsen Nuoro i regionen Sardinien i Italien. Kommunen hade 309 invånare (2017).